# Puchar Świata w narciarstwie alpejskim kobiet 1971/1972
Puchar Świata w narciarstwie alpejskim kobiet sezon 1971/1972 to 6 edycja tej imprezy. Cykl ten rozpoczął się w szwajcarskim Sankt Moritz 3 grudnia 1971 roku, a zakończył 19 marca 1972 roku we francuskim Pra Loup.

## Terminarz i wyniki
| Lp.                                                             | Miejscowość      | Dystans | Data             | 1. miejsce            | 2. miejsce                         | 3. miejsce            |
| --------------------------------------------------------------- | ---------------- | ------- | ---------------- | --------------------- | ---------------------------------- | --------------------- |
| 1.                                                              | Sankt Moritz     | Zjazd   | 3 grudnia 1971   | Annemarie Moser-Pröll | Françoise Macchi                   | Jacqueline Rouvier    |
| 2.                                                              | Val d’Isère      | Zjazd   | 11 grudnia 1971  | Jacqueline Rouvier    | Annemarie Moser-Pröll              | Françoise Macchi      |
| 3.                                                              | Sestriere        | Zjazd   | 17 grudnia 1971  | Annemarie Moser-Pröll | Jacqueline Rouvier                 | Françoise Macchi      |
| 4.                                                              | Sestriere        | Slalom  | 18 grudnia 1971  | Françoise Macchi      | Rosi Mittermaier                   | Monika Kaserer        |
| 5.                                                              | Oberstaufen      | Gigant  | 3 stycznia 1972  | Françoise Macchi      | Annemarie Moser-Pröll              | Marilyn Cochran       |
| 6.                                                              | Oberstaufen      | Slalom  | 4 stycznia 1972  | Françoise Macchi      | Annemarie Moser-Pröll              | Danièle Debernard     |
| 7.                                                              | Maribor          | Gigant  | 7 stycznia 1972  | Françoise Macchi      | Michèle Jacot                      | Annemarie Moser-Pröll |
| 8.                                                              | Badgastein       | Zjazd   | 12 stycznia 1972 | Annemarie Moser-Pröll | Wiltrud Drexel                     | Isabelle Mir          |
| 9.                                                              | Badgastein       | Slalom  | 13 stycznia 1972 | Britt Lafforgue       | Françoise Macchi                   | Annemarie Moser-Pröll |
| 10.                                                             | Grindelwald      | Slalom  | 16 stycznia 1972 | Britt Lafforgue       | Monika Kaserer                     | Barbara Cochran       |
| 11.                                                             | Grindelwald      | Zjazd   | 18 stycznia 1972 | Annemarie Moser-Pröll | Marie-Therese Nadig                | Isabelle Mir          |
| 12.                                                             | St. Gervais      | Gigant  | 22 stycznia 1972 | Annemarie Moser-Pröll | Monika Kaserer                     | Marie-Therese Nadig   |
| Zimowe Igrzyska Olimpijskie 1972 w Sapporo (5 – 13 lutego 1972) |                  |         |                  |                       |                                    |                       |
| 13.                                                             | Banff            | Slalom  | 18 lutego 1972   | Britt Lafforgue       | Barbara Cochran                    | Florence Steurer      |
| 14.                                                             | Banff            | Gigant  | 19 lutego 1972   | Annemarie Moser-Pröll | Wiltrud Drexel                     | Monika Kaserer        |
| 15.                                                             | Crystal Mountain | Zjazd   | 25 lutego 1972   | Annemarie Moser-Pröll | Wiltrud Drexel Marie-Therese Nadig | —                     |
| 16.                                                             | Crystal Mountain | Zjazd   | 26 lutego 1972   | Wiltrud Drexel        | Annemarie Moser-Pröll              | Marie-Therese Nadig   |
| 17.                                                             | Heavenly Valley  | Gigant  | 1 marca 1972     | Annemarie Moser-Pröll | Rosi Mittermaier                   | Britt Lafforgue       |
| 18.                                                             | Heavenly Valley  | Slalom  | 3 marca 1972     | Florence Steurer      | Michèle Jacot                      | Marilyn Cochran       |
| 19.                                                             | Pra Loup         | Slalom  | 17 marca 1972    | Danièle Debernard     | Pamela Behr                        | Rosi Mittermaier      |
| 20.                                                             | Pra Loup         | Gigant  | 18 marca 1972    | Danièle Debernard     | Monika Kaserer                     | Annemarie Moser-Pröll |
| 21.                                                             | Pra Loup         | Gigant  | 19 marca 1972    | Britt Lafforgue       | Annemarie Moser-Pröll              | Monika Kaserer        |
| Zakończenie Sezonu 1971/1972                                    |                  |         |                  |                       |                                    |                       |

## Klasyfikacje
| Lp. | Zawodnik              | Punkty |
| --- | --------------------- | ------ |
| 1.  | Annemarie Moser-Pröll | 269    |
| 2.  | Françoise Macchi      | 187    |
| 3.  | Britt Lafforgue       | 128    |
| 4.  | Monika Kaserer        | 120    |
| 5.  | Marie-Therese Nadig   | 111    |
| 6.  | Rosi Mittermaier      | 110    |
| 7.  | Wiltrud Drexel        | 102    |
| 8.  | Florence Steurer      | 96     |
| 9.  | Danièle Debernard     | 90     |
| 10. | Isabelle Mir          | 89     |

| Lp. | Zawodnik              | Punkty |
| --- | --------------------- | ------ |
| 1.  | Annemarie Moser-Pröll | 125    |
| 2.  | Wiltrud Drexel        | 76     |
| 3.  | Marie-Therese Nadig   | 71     |
| 4.  | Françoise Macchi      | 67     |
| 5.  | Isabelle Mir          | 63     |
| 6.  | Jacqueline Rouvier    | 60     |
| 7.  | Susan Corrock         | 15     |
| 8.  | Bernadette Zurbriggen | 14     |
| 9.  | Brigitte Totschnig    | 13     |
| 10. | Rosi Mittermaier      | 12     |
| 10. | Michèle Jacot         | 12     |

| Lp. | Zawodnik              | Punkty |
| --- | --------------------- | ------ |
| 1.  | Annemarie Moser-Pröll | 115    |
| 2.  | Monika Kaserer        | 76     |
| 3.  | Britt Lafforgue       | 52     |
| 4.  | Françoise Macchi      | 50     |
| 5.  | Marilyn Cochran       | 44     |
| 6.  | Marie-Theres Nadig    | 37     |
| 7.  | Rosi Mittermaier      | 32     |
| 8.  | Danièle Debernard     | 28     |
| 9.  | Michèle Jacot         | 27     |
| 10. | Florence Steurer      | 26     |

| Lp. | Zawodnik          | Punkty |
| --- | ----------------- | ------ |
| 1.  | Britt Lafforgue   | 76     |
| 2.  | Françoise Macchi  | 70     |
| 2.  | Florence Steurer  | 70     |
| 4.  | Rosi Mittermaier  | 66     |
| 5.  | Danièle Debernard | 62     |
| 6.  | Marilyn Cochran   | 57     |
| 7.  | Monika Kaserer    | 37     |
| 8.  | Michèle Jacot     | 31     |
| 9.  | Pamela Behr       | 29     |
| 9.  | Annemarie Pröll   | 29     |

| Lp. | Zawodnik          | Punkty |
| --- | ----------------- | ------ |
| 1.  | Francja           | 771    |
| 2.  | Austria           | 545    |
| 3.  | Stany Zjednoczone | 208    |
| 4.  | Niemcy Zachodnie  | 175    |
| 5.  | Szwajcaria        | 126    |